# Relaciones Guatemala-Kuwait
Las relaciones Guatemala-Kuwait son las relaciones internacionales entre Kuwait y Guatemala. Los dos países establecieron relaciones diplomáticas el 12 de diciembre de 1995.

## Relaciones diplomáticas
Guatemala y Kuwait entablaron relaciones diplomáticas el 12 de diciembre de 1995. Ambos países mantienen embajadores concurrentes, Guatemala lo mantiene desde su embajada en el Reino Unido y Kuwait lo mantiene desde su embajada en México.
El 14 de enero de 2012, el Primer Ministro de Kuwait Yaber Al-Mubarak Al-Hamad Al-Sabah llegó a Guatemala para asistir a la toma de posesión del presidente Otto Pérez Molina. El primer ministro de Kuwait tuvo una reunión con el presidente saliente Álvaro Colom y el presidente entrante Otto Pérez Molina. Es la primera vez que un alto funcionario de Kuwait visita Guatemala.